# Криозои
Криозои — экстремофильные организмы, выживающие в продолжительные периоды с температурой ниже 0 °C. Культуры бактерий и сперматозоидов обычно консервируются в жидком азоте при —196 °C, а нематода Panagrolaimus davidi выживает, будучи полностью вмороженной в лёд. Другие организмы, такие как некоторые хвостатые земноводные (сибирский углозуб), бесхвостые земноводные, черепахи и змеи могут замораживать воду, находящуюся вне клеток в их организме, чтобы сохранить свои клетки в продолжение низких температур. Кроме того, они используют для этого специальные антифризные белки. Среди криозоев встречаются также криофилы, которые не только выживают при низких температурах, но также могут расти и размножаться в этих условиях.